# Siniša Ergotić
Siniša Ergotić (ur. 14 września 1968 w Osijeku) – były chorwacki lekkoatleta, skoczek w dal i sprinter. Trzykrotny olimpijczyk. Rekordzista Chorwacji w skoku w dal.

## Życiorys
Wielokrotny złoty medalista mistrzostw Chorwacji i Jugosławii w lekkoatletyce. W 1990 zdobył złoty medal mistrzostw Bałkanów w skoku w dal. Złoty medalista igrzysk śródziemnomorskich w 2001 roku w skoku w dal. Srebrny medalista Mistrzostw Europy w 2002 roku w tej samej konkurencji. Trzykrotny uczestnik igrzysk olimpijskich. W 1996 roku spalił wszystkie próby w eliminacjach skoku w dal i nie został sklasyfikowany. W 2000 roku startował w skoku w dal i sztafecie 4 × 100 metrów – odpadł w eliminacjach skoku w dal (został sklasyfikowany na 36. pozycji), w sztafecie także odpadł w eliminacjach – Chorwaci zajęli 6. miejsce w piątym biegu eliminacyjnym z czasem 39,87 i nie awansowali do półfinału. W 2004 roku ponownie odpadł w eliminacjach skoku w dal i został sklasyfikowany na 26. miejscu. Jego rekord życiowy w skoku w dal (ustanowiony w 2002, a wyrównany w 2003 roku) (8,23 m) jest jednocześnie rekordem Chorwacji. Najlepszy rezultat w karierze (8,25) odnotował w 2002, miało to jednak miejsce przy zbyt sprzyjającym wietrze (+3,3 m/s) aby wynik mógł zostać uznany za oficjalny.
Po zakończeniu kariery zawodniczej, w 2006 roku, został trenerem reprezentacji Chorwacji w lekkoatletyce oraz dyrektorem Chorwackiego Związku Lekkiej Atletyki.

## Osiągnięcia
| Rok  | Impreza                    | Miejsce    | Konkurencja        | Lokata            | Wynik |
| ---- | -------------------------- | ---------- | ------------------ | ----------------- | ----- |
| 1990 | Mistrzostwa Europy         | Split      | skok w dal         | 9. miejsce        | 7,83  |
| 1992 | Halowe mistrzostwa Europy  | Genua      | skok w dal         | 19. miejsce       | 7,52  |
| 1994 | Mistrzostwa Europy         | Helsinki   | bieg na 100 m      | el. – 7. miejsce  | 10,80 |
| 1994 | Mistrzostwa Europy         | Helsinki   | skok w dal         | el. – 13. miejsce | 7,55  |
| 1995 | Mistrzostwa świata         | Göteborg   | skok w dal         | el. – 9. miejsce  | 7,85  |
| 1996 | Igrzyska olimpijskie       | Atlanta    | skok w dal         | niesklasyfikowany | –     |
| 1998 | II liga pucharu Europy     | Kowno      | skok w dal         | 1. miejsce        | 7,85  |
| 1998 | Mistrzostwa Europy         | Budapeszt  | skok w dal         | el. – 16. miejsce | 7,57  |
| 1999 | II liga pucharu Europy     | Pula       | skok w dal         | 1. miejsce        | 7,83  |
| 2000 | Igrzyska olimpijskie       | Sydney     | sztafeta 4 × 100 m | el. – 6. miejsce  | 39,87 |
| 2000 | Igrzyska olimpijskie       | Sydney     | skok w dal         | el. – 19. miejsce | 7,53  |
| 2001 | Igrzyska śródziemnomorskie | Radis      | skok w dal         | 1. miejsce        | 8,08  |
| 2002 | Halowe mistrzostwa Europy  | Wiedeń     | skok w dal         | el. – 11. miejsce | 7,59  |
| 2002 | Mistrzostwa Europy         | Monachium  | skok w dal         | 2. miejsce        | 8,00  |
| 2003 | Halowe mistrzostwa Świata  | Birmingham | skok w dal         | el. – 3. miejsce  | 7,83  |
| 2003 | Mistrzostwa Świata         | Paryż      | skok w dal         | el. – 9. miejsce  | 7,87  |
| 2004 | Halowe mistrzostwa Świata  | Budapeszt  | skok w dal         | el. – 11. miejsce | 7,45  |
| 2004 | Igrzyska olimpijskie       | Ateny      | skok w dal         | el. – 13. miejsce | 7,77  |

## Rekordy życiowe
- Bieg na 60 metrów (hala) – 6,76 (1992)
- Bieg na 100 metrów – 10,52 (1994)
- Skok w dal – 8,23 m (2002 i 2003) rekord Chorwacji[12]